# Vinicio Paladini
Vinicio Paladini (Mosca, 21 giugno 1902 – Roma, 30 dicembre 1971) è stato un architetto, pittore e teorico dell'arte italiano.

## Biografia
Figlio di padre italiano e madre russa, nacque a Mosca nel 1902 ma già nel 1903 si stabilì con la famiglia a Roma. Fin dalla giovinezza vicino a idee socialiste e filosovietiche, in ossequio alle teorie di  Aleksandr Bogdanov, secondo cui il futurismo era un movimento anti-borghese e avrebbe facilitato l'avvento della rivoluzione, fu nei primi anni '20 tra i cosiddetti futuristi di sinistra.
Amico e frequente collaboratore di Ivo Pannaggi, con lui nel 1922 nella Casa d'Arte Bragaglia portò in scena un Ballo meccanico futurista,  e lo stesso anno i due firmarono un "Manifesto dell’arte meccanica futurista", in cui si teorizzava l'identificazione tra proletariato e macchina. Filippo Tommaso Marinetti osteggiò questa chiave di lettura, e nel 1923 ripubblicò il manifesto in una versione largamente rimaneggiata, che fu pubblicamente disconosciuta da Paladini e che insieme alle pubbliche manifestazioni di fede fascista di Marinetti segnò il suo distacco dal movimento. Nella seconda metà degli anni '20 lanciò il movimento immaginista, che riprendeva motivi del futurismo insieme ad altri mutuati dal costruttivismo, dal dadaismo e dal surrealismo.
Osteggiato sia dai colleghi futuristi che dai colleghi di sinistra che avevano vissuto l'adesione al futurismo come un tradimento ideologico, Paladini visse in seguito un periodo di marginalizzazione, che lo portò a più riprese ad allontanarsi dall'Italia, in particolare trovando un buon successo negli Stati Uniti, in cui visse tra il 1938 e il 1953, e che fu costretto a lasciare a causa del maccartismo.
Nella sua variegata vita artistica Paladini fu attivo come architetto, pittore, scenografo di cinema e teatro, grafico di riviste e pubblicità.